# مادارا أوتشيها
أوتشيها مادارا هو أحد شخصيات أنمي ومانغا «ناروتو» نينجا قوي جدا، يتميز بالهدوء والثقة بالنفس، لا يحب الإكثار في الكلام، بل يقول بإيجاز ما يريد قوله فقط، يعتبر متلاعب محترف بالآخرين، وهذا ما فعله للكيوبي، كما أنه معروف بحبه للقوة والتعطش للمزيد مهما كان مصدرها كما أنه يحب القتال بالتايجتسو أكثر من الننجتسو إلا إذا استدعت الضرورة.

## عن الشخصية
منذ عودة أوتشيها مادارا بالايدو تنسي وتبين أن المقنع لم يكن إلا شخص ينتحل شخصية مادارا
أصبح أوتشيها مادارا حديث عشاق مانغا ناروتو. و أصبح من أفضل الشخصيات التي ظهرت في المانغا بعد عودته الأسطورية وإظهار قوته في حرب النينجا الرابعة فتوالت الألقاب عليه بالزعيم والسيد.

### مظاهر القوة
الكثير من النينجتسو الفتاك الذي طوره خلال حياته + مهارات تايجتسو فريدة معززة بقوى عشيرته الخاصة (الشارينغان) + قينجتسو متقدم وقوي تغلب على القوة العقلية للرايكاغي الرابع. ..
عين الشارينغان (بمرحلة الطفولة)
و المانجكيو شارينغان (في شبابه)
و المانجكيو شارينغان الأبدية (بعد موت أخيه) والرينغان (قبل موته)
و الرين شارينغان والخلود (بعد امتصاصه للشجرة المقدسة).
و الأهم هو نمط المسارات الستة
الذي حصل عليه بعد أن أصبح جينتشوريكي الجيوبي،
حيث أصبحت قوته قريبة من قوة حكيم المسارات الستة (من قبل أن يحصل على الرينيقان الأخرى والخلود والريني شارينقان) وابن الشيطانة الأقوى أو الآلهة الأرنبة: أوتسوتسوكي كاغويا
(وقت ظهوره داخل ناروتو وساسكي)
كما يعتبر مادارا ثالث حكيم للمسارات الستة
بعد هاقورومو واوبيتو

### لمحة تاريخية عن حياته
ولد مادارا في وقت كانت فيه الحروب لا تنتهي. حروب دامية من أجل أن تكسب البلدان، قوة ومساحة أكبر لتسيطر على العالم. في ذلك الوقت كان الشينوبي مجتمعون في عشائر ويعملون كجيوش شعبية عسكرية.
كل عشيرة كان عليها أن تقاتل لمصلحة إحدى البلدان المجاورة لها ومن بين جميع هذه العشائر كان يوجد اثنين من العشائر، كانتا معروفتين بقوتيهما في العالم، عشيرة الأوتشيها وعشيرة السينجو من الغابة، وقد تميزت الأوتشيها بالتشاكرا الكبيرة ودجوتسو الشارنيغان .
و كان مادارا واحدا من أبناء عشيرة الأوتشيها الذي كان يمتلك تشاكرا قوية وتختلف عن باقي أفراد عشيرته، بسبب الحروب المستمرة كان على مادارا التدرب واكتساب القوة من أجل ان يعيش في ذلك العصر وبقائه حيا في ذلك الوقت برهانا على قوة أوتشيها مادارا، فكانت حياته عبارة عن اكتساب للقوة وقد عاش سلسلة من القتالات غير المنتهية.

### مادارا وأيزونا
أوتشيها أيزونا وهو الأخ الأصغر لأوتشيها مادارا، وقد اكتسبا كليهما قوة كبيرة فكانا يتدربان معاً .
كان الأخوان يملكان هدفا واحدا وهو اكتساب القوة للعيش في عالم الحروب وتنافسا في ذلك، وفي يوم من الأيام أيقظا الأخوين عينا الماجينكو شارينقان أصبحوا محترمين من طرف العشيرة،
و هذا جعلهم يحلمون لمراتب أكبر في العشيرة فواصلا تدريبهما ليصبحا أكثر قوة وأفضل .

### المانغيكيو شارنغان (الأسطورية)

مانقيكيو شارينقان الخاصة بمادارا

مانقيكيو شارينقان الأبدية الخاصة بمادارا

واصل الأخوان اكتساب القوة وفي طريقهم في البحث وجدا الطريقة المثلى لذلك وهي المانغيكيو شارينغان.

### مواصلة الطريق
فقد حصلا كلاهما على المانغيكيو بعدما قتلا أصدقائهما وبذلك قاما بما لم يفعله أحد من قبل في عشيرة الأوتشيها وهو تفعيل المانغيكيو، وبهذه الأعين القوية أخذ الشقيقان سيادة عشيرة الأوتشيها وأصبح مادارا زعيما عليها.
في الوقت الذي أصبح فيه أوتشيها مادارا زعيماً على عشيرته كان في ذلك الوقت زعيم عشيرة السينجو هاشيراما (الهوكاغي الأول) يعتبر أقوى شينوبي في العالم وكان مادارا من المعجبين به وبقوته وكان يرى أن مواجهته له لا مفر منها فقد كانت جميع العشائر تعترف بتفوق هاشيراما وتخشى مواجهته.
لكن مادارا واصل طريقه ليصل إلى مبتغاه فقرر الدخول في حرب مع السينجو وأصبحت الأوتشيها بقيادة مادارا منافسة لعشيرة السينجو حتى عندما كانت إحدى البلدان تطلب مساعدة السينجو كان عدو هذا البلد يطلب مساعدة عشيرة الأوتشيها .

### موت أيزونا وتضحيته بالمنجيكيو شارينغان
في خلال الفترة التي كان مادارا يسعى فيها أن يصبح سيداً على العالم لم يكن مقدرا لعدد المرات التي كان يستعمل فيها المانغيكيو فقد كان مفرطا في استعمالها. فبدأ يشعر بأشياء غير عادية تحدث له وأصبحت رؤيته تضعف وتفقد نورها ببطئ حتى فقد نورها. حاول استعادة النور إلى عينيه بشتى الطرق ولكنه لم ينجح وبدأ اليأس يصيب مادارا وفي ذلك الوقت طلب أيزونا من أخيه مادارا أخذ عينيه وزرعها حتى يواصل ما بدأ به الأخوان .
بعد ذلك مات أيزونا في أرض المعركة بعدما قتله سينجو توبيراما (الهوكاجي الثاني) أخ هاشيراما، فكانت تضحية أيزونا لأخيه مؤثرة على مادارا وعزم أن لا تذهب تضحيته سُدا وبذلك حصل مادارا على قوة جديدة للمانغيكيو ضوء لا ينطفئ أبدا.

### السر الجديد للمانغيكيو الذي اكتشفه مادارا
لم يحي مادارا ضوء جديد لعينيه فقط بل اكتسب ضوءاً أبديا المانغيكيو الأبدي. أن تكون محطة أعين أخيه هو الذي يعطي ضوءاً جديداً يحدث تغييرا ويخلق دجوتسو فريد بهذه الأعين شرط أن يكون تبادل الأعين فقط بين أعضاء عشيرة الأوتشيها ولم يستطع أحد أن يعرف كيفية اكتساب هذه القوة الجديدة غير أوتشيها مادارا وأوتشيها إيتاتشي.

### هدف جديد
بضوء جديد أصبحت قوة مادارا عظيمة وأصبح جميع من في العشيرة يهابونه قدرات مادارا جعلته يتحكم في جميع أعضاء عشيرته. كان يقود الأوتشيها في حرب ضد السينجو وأصبح مادارا يقاتل زعيم عشيرة السينجو هاشيراما وهذا ما جعله معروف في العشائر وأصبح اسم مادارا يعرف أكثر فاكثر .
و كل ما زادت نار المعركة هيجاناً فالتضحية كانت محتملة لحماية الأوتشيها من السينجو وباقي العشائر وبذلك أصبحت شهرة الأوتشيها أصبحت تزيد عدد أعدائها.

### الهدنة
بسب الخسائر البشرية والتضحيات من كلا العشيرتين السينجو والأوتشيها عرضت عشيرة السينجو على عشيرة الأوتشيها الهدنة فقبلت الأوتشيها لأن العشيرتين لم تعد تستطيعان تحمل المعارك التي لا نهاية لها. لكن مادارا كان الوحيد الذي عارض هذه الهدنة واعتبر أن تضحية أخيه ذهبت في مهب الريح. واعتبر أنهم ينوون في الأخير تدمير الأوتشيها ولكن جميع أفراد الأوتشيها كانوا يريدون الهدنة لم يكن لمادارا خيار آخر سوى تحقيق رغباتهم بصفته زعيما عليهم.

### بداية جديدة ونزاع جديد
و مع مرور بعض الوقت بعد التحالف أمضى الاوتشيها والسينجو على ميثاق مع بلد النار قصد حماية حدودها.
و مع عشيرة موري نو جوتسو كون مادارا منظمة جديدة وأصبحوا بذلك منظمة محمية ومتشكلة

### بلد النار وقرية (كونوها) الورق المخفية
قامت بلدان أخرى بتنظيم هذا النظام مما جعل هذا يقلل الحروب شيئا فشيء وبدا السلام ينتشر.
لكن ذلك السلام لن يمر إلا وتحدث مشكلة وعمّت الفوضى في كونوها بسبب اختلاف الرأي في من يكون القائد وتم اختيار هاشيراما في أن يكون الهوكاغي من طرف سكان القرية ودولة النار .
بعد ذلك القرار أصبح مادارا يرى أن سيطرة الأوتشيها تتدنى فقرر مادارا مواجهة هاشيراما لكن الجميع رفضوا اتباعه كما أنه تمت معارضته حتى من طرف مناصريه واعتبروا أن ذلك سيقوم بإشعال نار الحرب من جديد حتى أنه وصل بهم إلى احتقاره واعتباره أنه كان مجرد جشع يريد السلطة فقط لكنه لم يرد ذلك سوى من أجل حماية عشيرته فقط فقرر مغادرة القرية وهو عازم على الانتقام.

### المواجهة الاسطورية
غادر مادارا القرية وهو حاقد وعازم على الانتقام. كان يعلم مادارا ان مواجهته للقرية وهاشيراما ليس بالامر السهل فقرر البحث عن الطريقة التي سيتغلب بها على القرية والهوكاغي فكان لمادارا حتما الحل وهو الكيوبي
بحث مادارا عن الكيوبي ووجده واخضعه له وعاد إلى القرية من أجل مواجهة هاشيراما واستعمل مادارا الكيوبي في قتاله ضده
كان قتال اشبه بالموت كانت قواهم تقريبا متعادلتين وظن هاشيراما ان مادارا قد هزم وقد راه هاشيراما امامه وظن انه مات وهو في الحقيقة كانت خطة منه ليأخذ من خلاياه وينفذ الرينيغان فحزن هاشيراما لذلك. وتم تشييد تمثالين عظيمين لهاشيراما ومادارا في مكان القتال الذي يعرف بوادي النهاية.

### نجاة مادارا وظهور زيتسو
بعد أن ظن كل عالم الشينوبي أنه تخلص من أوتشيها مادارا، نجا هذا الأخير لكنه بقي متخفيا ثم وجد زيتسو الذي دله على مخبأ خاص بالأوتشيها ووجد اللوح وكتب أن هناك سبيل وحيد للحصول على سلام دائم وإنقاذ العالم من الدمار هو التسوكيومي اللانهائية لكنه يحتاج إلى عين الرينيغان وكل وحوش البيجو وقد كان جسده ضعيف جدا وأجله قريب...

### وصية مادارا
كان أمام اوتشيها مادارا الكثير لفعله لكن لم تتاح له الفرصة لأنه كان يحتضر لذا أوجد زيتسو الأسود وأوصاه بأن يجد شخصا من الأوتشيها وإخباره بكل ذلك وعندما يحين الوقت يقوم بإعادة إحيائه.

### إعادة إحياء مادارا ونجاح التسوكويومي اللانهائية
يجد زيتسو أوتشيها أوبيتو الذي يساعده على جمع وحوش البيجو وإيجاد الرينيغان لكن يستسلم أوتشيها أوبيتو ويستغل زيتسو الأسود جسمه لإعادة إحياء أوتشيها مادارا ويسلمه الرينيغان ليكمل الخطة وينجح أوتشيها مادارا ويصبح حكيم المسارات الستة ويوقظ الرين شارينغان ويقع عالم الشينوبي كله بالتسوكيومي اللانهائية إلا الفريق السابع الذي يتحداه ويرد عليهم بالمثل واصفا نفسه بمنقذ العالم.

### حقيقة زيتسو وموت مادارا أوتشيها
زيتسو ادعى أنه ناتج عن إرادة مادارا لكن في الحقيقة هو ابن كاغويا وهو من عدل على لوح الأوتشيها وقام باستغلال الجميع لإعادة أمه كاغويا.
أما عن موت مادارا فقد طعن غدراً من قبل زيتسو الوحيد الذي كان متبقياً إلى جانب مادارا في المعركة، ومات بسبب خروج وحوش البيجو من جسده، لكن زيتسو لاحظ أن مادارا بعد دخوله بنمط حكيم المسارات الستة ونجاح خطة التسكيونومي أصبح مادارا لا يقهر فقام زيتسو ببقتله غدراً ليعيد أمه كاغويا .
وهكذا انتهت حياة الأسطورة مادارا .